# Km. 357
Km. 357 est le seizième tome de la série de bande dessinée Michel Vaillant. Les planches ont d'abord été prépubliées dans le Journal de Tintin entre le 5 décembre 1967 et le 23 avril 1968 (n° 49/67 à 17/68).
L'album est paru aux Éditions du Lombard en 1969 (dépôt légal 09/1969).

## Synopsis
Sur le chantier de l'autoroute A10 Paris-Bordeaux, les bulldozers et les scrapers sont au travail pour niveler le terrain. Aux approches du kilomètre 357, deux engins de marque Vaillante sautent sur des mines... Michel Vaillant et Steve Warson sont envoyés sur place, en pleine campagne poitevine, pour essayer de tirer l'affaire au clair.
Ils se heurtent à une famille d'agriculteurs locaux, les Morin, près à tout pour s'opposer à l'avancée du chantier et à l'expropriation de leurs terres. Le jeune ingénieur responsable des travaux, Jean-Louis Moutier, est un peu dépassé par les évènements, d'autant qu'il est tombé amoureux de la fille des Morin, Marie. Malgré toutes les tentatives pour discuter et s'expliquer, rien n'y fait : les Morin résistent aux engins de chantier, à coup de fourche, à coups de fusil, en opposant leurs corps en dernier recours...
C'est la lame d'un bulldozer conduit par Moutier qui, en déterrant un secret enfoui depuis 25 ans, va permettre un heureux dénouement.

## Personnages
Michel Vaillant : pilote automobile célèbre, fils du constructeur Henri Vaillant.
Steve Warson : ami indéfectible de Michel. De nationalité américaine, il fait lui aussi partie de l'écurie de course Vaillante.
Jean-Louis Moutier : jeune ingénieur en travaux publics, issu de l'Assistance publique. Responsable du chantier de l'autoroute.
Morin "le Vieux" : le patriarche de la famille Morin. Pas causant et pas arrangeant.
Julien Morin : le cadet de la famille. Il représente l'avenir, mais a du mal à imposer ses idées modernes.
Marie Morin : seule fille du clan Morin. Douce et effacée, amoureuse de l'ingénieur Moutier.
Patureau : chef d'équipe sur le chantier. Responsable des conducteurs de bulls.

## Véhicules remarqués

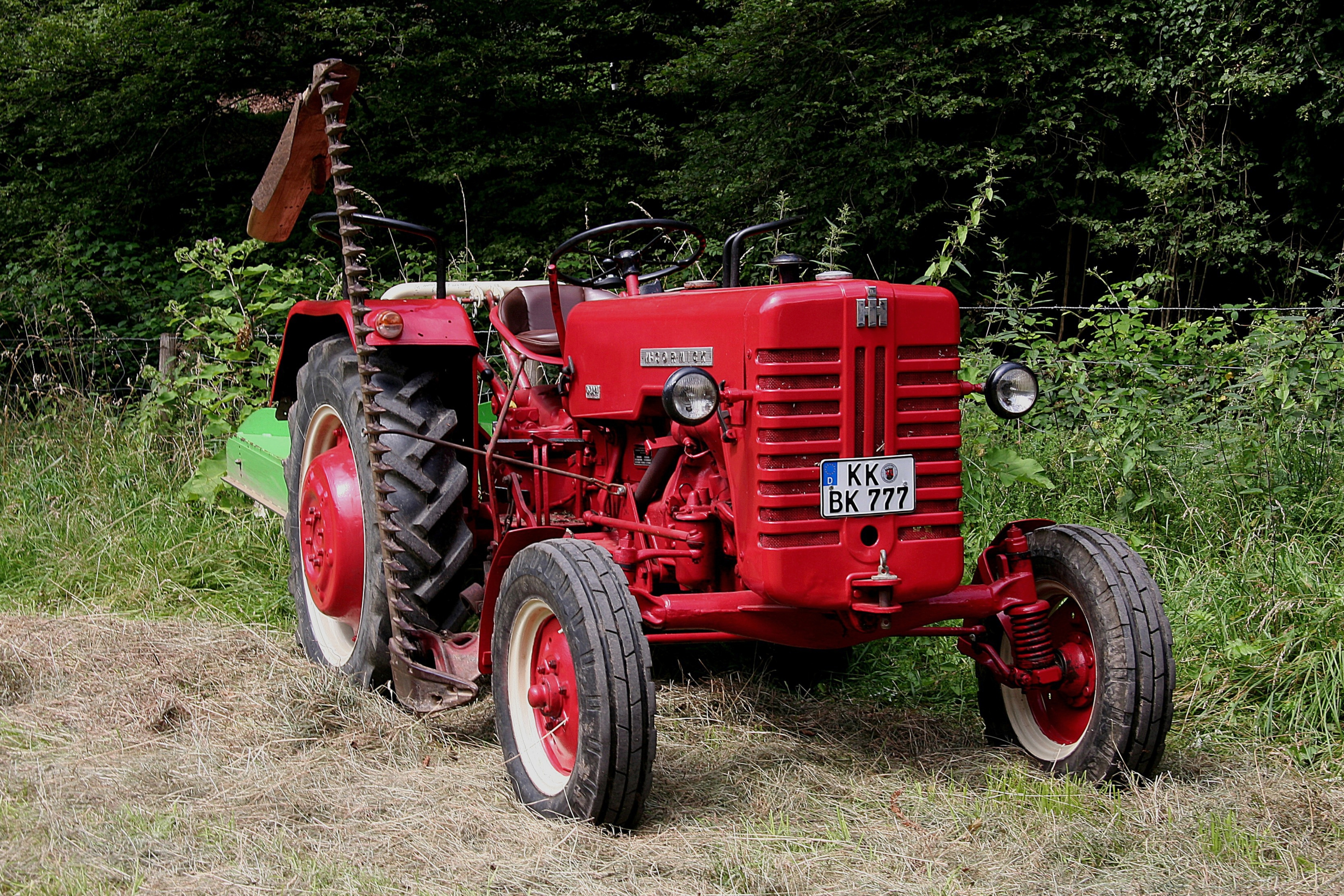
Un tracteur McCormick D324, semblable à celui vu dans l'album.

- Décapeuse Caterpillar 621
- Citroën 2 CV
- DAF Daffodil
- Tracteur agricole McCormick D324